# Eusebio Sanz
Eusebio Sanz Asensio fue un anarquista y militar español.

## Biografía
Miembro de la Confederación Nacional del Trabajo (CNT), tras el estallido de la Guerra civil se unió a las milicias confederales y luego al Ejército republicano. Miembro de la columna del Rosal, llegó a mandar un batallón anarquista que actuó en la sierra de Gredos y en Somosierra. Destacó en la defensa de Madrid.
En enero de 1937 fue nombrado comandante de la 70.ª Brigada Mixta, al frente de la cual tomó parte en la batalla del Jarama. Tiempo después fue enviado a la zona norte, donde mandó la 3.ª Brigada santanderina —más adelante renombrada como 168.ª Brigada Mixta—; al frente de esta unidad tomó parte en la batalla de Santander, intentando frenar el avance franquista. Posteriormente, tras la caída del frente norte, regresaría a la zona centro-sur. Llegó a mandar las divisiones 25.ª y 22.ª, interviniendo en diversas operaciones militares durante la campaña de Levante.